# Mina Tipo 99
La Tipo 99 (Hako-Baku-Rai) fue una mina antitanque japonesa utilizada durante la Segunda Guerra Mundial. Entró en servicio en 1939. Cuatro imanes se fijaron a la carcasa de tela de cáñamo, junto con una espoleta externa. La espoleta tenía un retardo de tiempo, lo que le permitía ser usada como granada antitanque, o como carga de demolición. Una vez que se quitaba el seguro, se armaba, y al golpear la espoleta se encendía una línea de pólvora. La mina detonaba después de un retraso de cinco a diez segundos, dando tiempo suficiente para que fuera lanzada.
Las minas podían ser apiladas, mantenidas juntas por los imanes para un mayor efecto. Cuando se usaba individualmente, la mina podía penetrar aproximadamente 19 mm de acero; con dos minas apiladas podía penetrar 32 mm de acero.